# 提比里斯車站
提比里斯車站是位於喬治亞首都提比里斯的一座鐵路車站。提比里斯車站始建於1872年。1940年，最早的車站被拆除，改建了一座史達林建築風格的車站。1980年代初期，1940年代的車站被拆除，被一座粗獷主義風格的建築取代。現在的提比里斯車站除了發揮火車站的功能之外，也是一個購物中心。提比里斯車站現在有改建計劃。